# Beni Bouayach
Beni Bouayach ou Aït Bouayach (en berbère ⴰⵢⵜ ⴱⵓ ⵄⴰⵢⴰⵛ / Ayt Bu Ɛayac, en arabe بني بوعياش ou آيت بوعياش) est une ville et commune marocaine de la province d'Al Hoceïma et de la région administrative Tanger-Tétouan-Al Hoceïma.

## Personnalités liées à la ville
- Ilyas El Omari (1 janvier 1967), homme politique né à Bni Bouayach;
- Hakim Benchamach (12 septembre 1963), homme politique né à Bni Bouayach
- Osame Sahraoui (11 juin 2001), footballeur professionnel originaire de Bni Bouayach